# Käthe-Kollwitz-Ufer 21/22

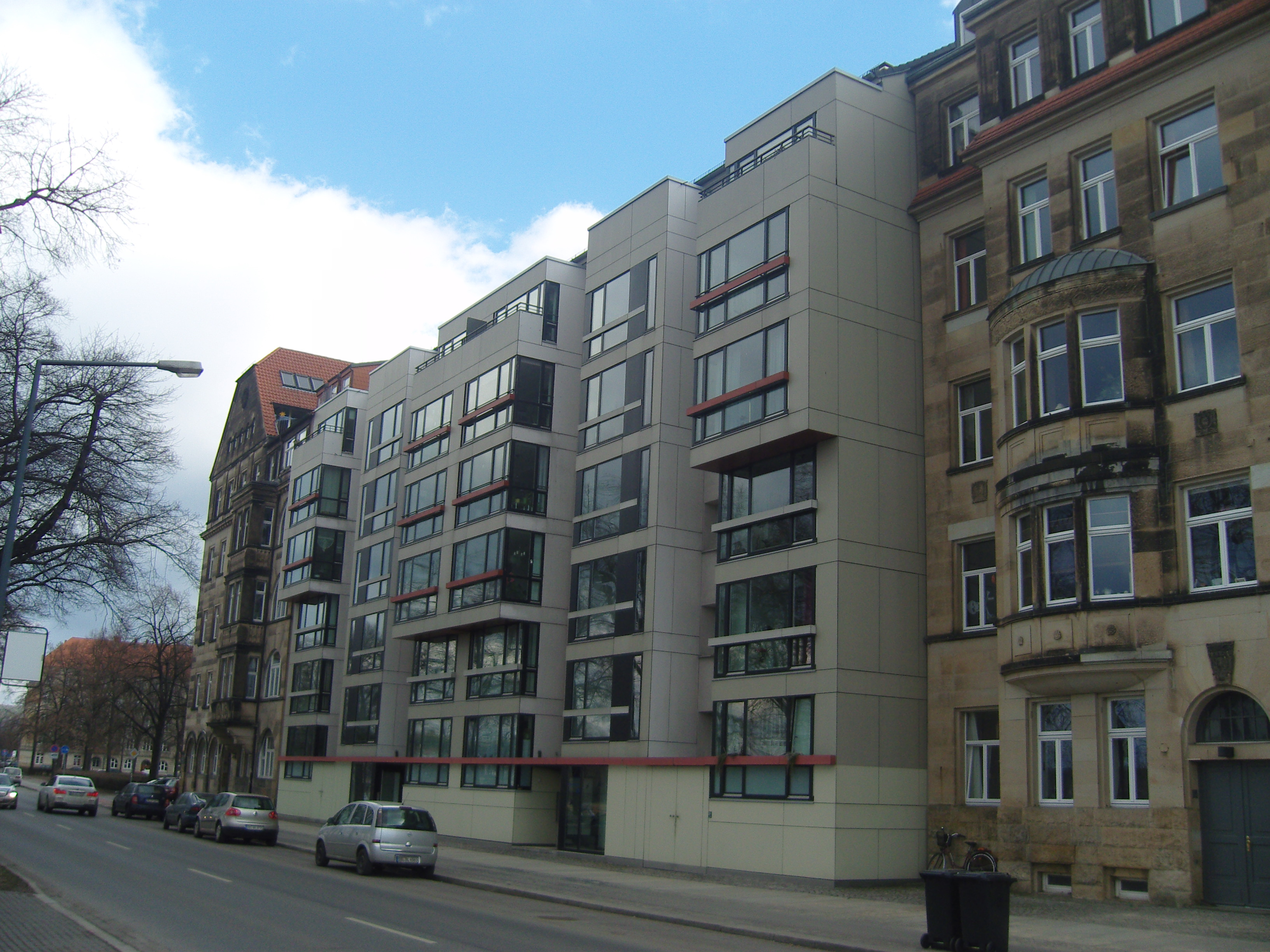
Frontansicht, links daneben das Eckhaus am Thomas-Müntzer-Platz

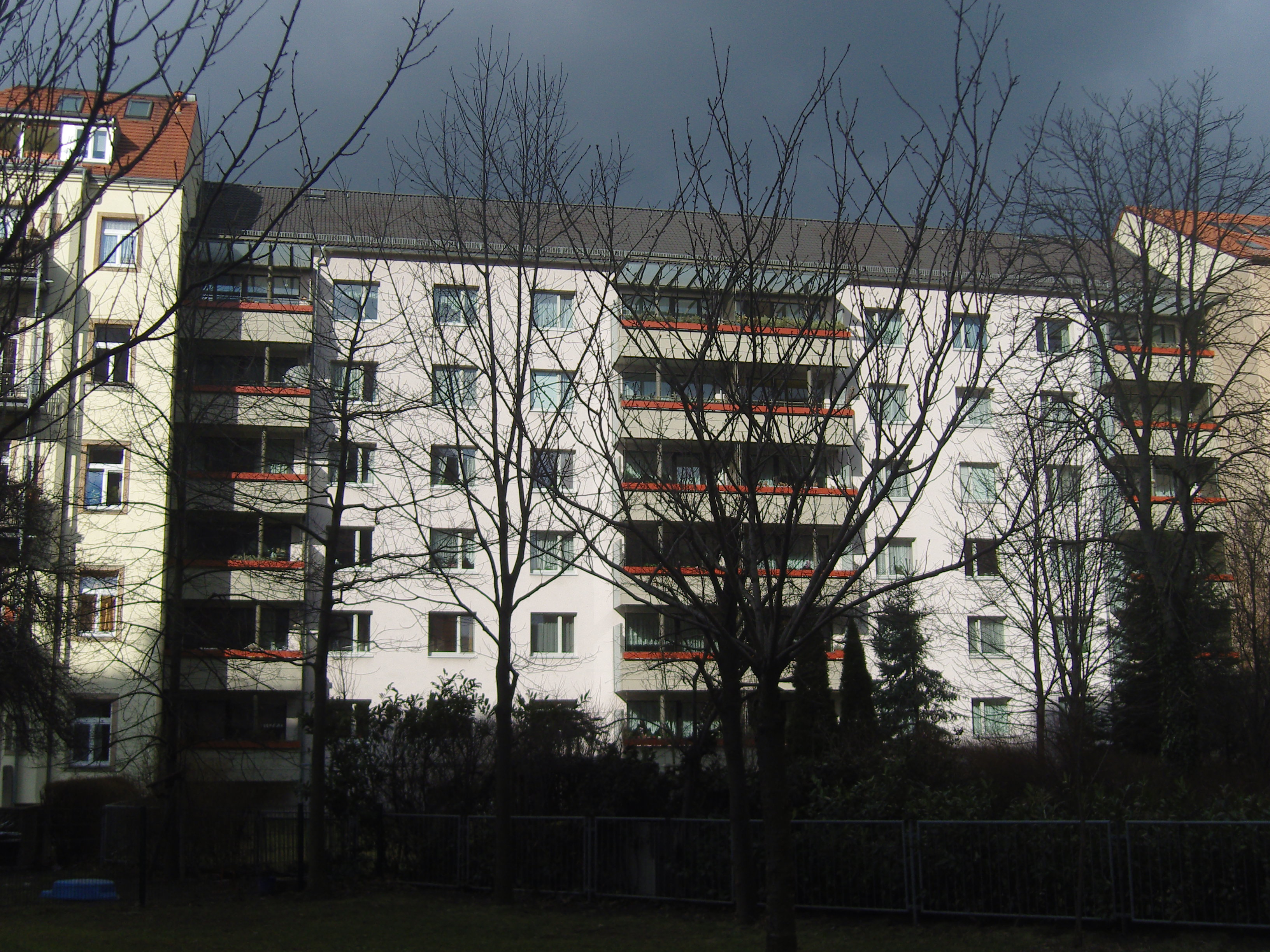
Rückansicht

Die Wohngebäude Käthe-Kollwitz-Ufer 21/22 im Dresdner Stadtteil Johannstadt bilden einen zusammenhängenden, von „[k]ubische[r] Plastizität“ geprägten Wohnungsbau. Mit einer „starke[n], zeitgemäße[n] Gestaltung, die nicht hinter ihren selbstbewussten älteren Nachbarn zurücksteht“, steht das Gebäude beispielhaft für die moderne Wohnungsarchitektur der Dresdner Innenstadt der Jahrtausendwende.

## Beschreibung
Das Gebäude wurde 1974 errichtet und schließt im Käthe-Kollwitz-Ufer die Lücke zwischen zwei historischen Bauten der Jahrhundertwende. Im Jahr 2000 wurde das Gebäude von den Architekten Höhne+Langenbrunner saniert und umgebaut. Bauherr war die Wohnbau Nordwest.
Zur Straßenseite hin erhielten die Obergeschosse kubische Ausbauten, die als „moderne Interpretation der benachbarten gründerzeitlichen Erker“ gelten. In den Vor- und Ausbauten befinden sich Aufzüge, Müllstellplätze oder Aufenthaltsräume mit großen Fensterflächen, die einen Blick auf die Elbe ermöglichen. 
Die einst auf der Rückseite des Hauses befindlichen Balkone wurden durch eine neuartige Konstruktion ersetzt.